# Drosedow (Wustrow)
Drosedow ist ein Ortsteil der Gemeinde Wustrow im Landkreis Mecklenburgische Seenplatte (Mecklenburg-Vorpommern).

## Geographie
Drosedow liegt an der Mündung der Drosedower Bek in den Gobenowsee und am Krummen Woklowsee. In der Gemarkung Drosedow liegen außerdem Teile des Rätzsees, der Kleine Emssee, der Große Emssee, der Peetschsee, der Heegessee und die Siedlung Neu Drosedow.

## Geschichte
Drosedow wurde 1347 erstmals urkundlich erwähnt und gehörte zum Herzogtum Mecklenburg-Strelitz. Nachdem das Dorf im Dreißigjährigen Krieg fast gänzlich zerstört und 1675 von den Schweden sämtliches Vieh weggetrieben worden war, legte man 1713 einen Teerofen an, der aber bereits 1786 einging. Die erste Kirche in Drosedow wurde 1648 durch einen schweren Sturm zerstört. Die zweite Kirche ist für das Jahr 1734 belegt. Die heutige Kirche ist ein gotisierender Backsteinbau, der 1882 fertiggestellt wurde.
Das Herrenhaus Drosedow liegt etwas abseits vom Ort und war bis 1945 im Besitz der Familie von Mitzlaff. Nach dem Zweiten Weltkrieg wurde es als Flüchtlingsunterkunft genutzt.

## Sehenswürdigkeiten

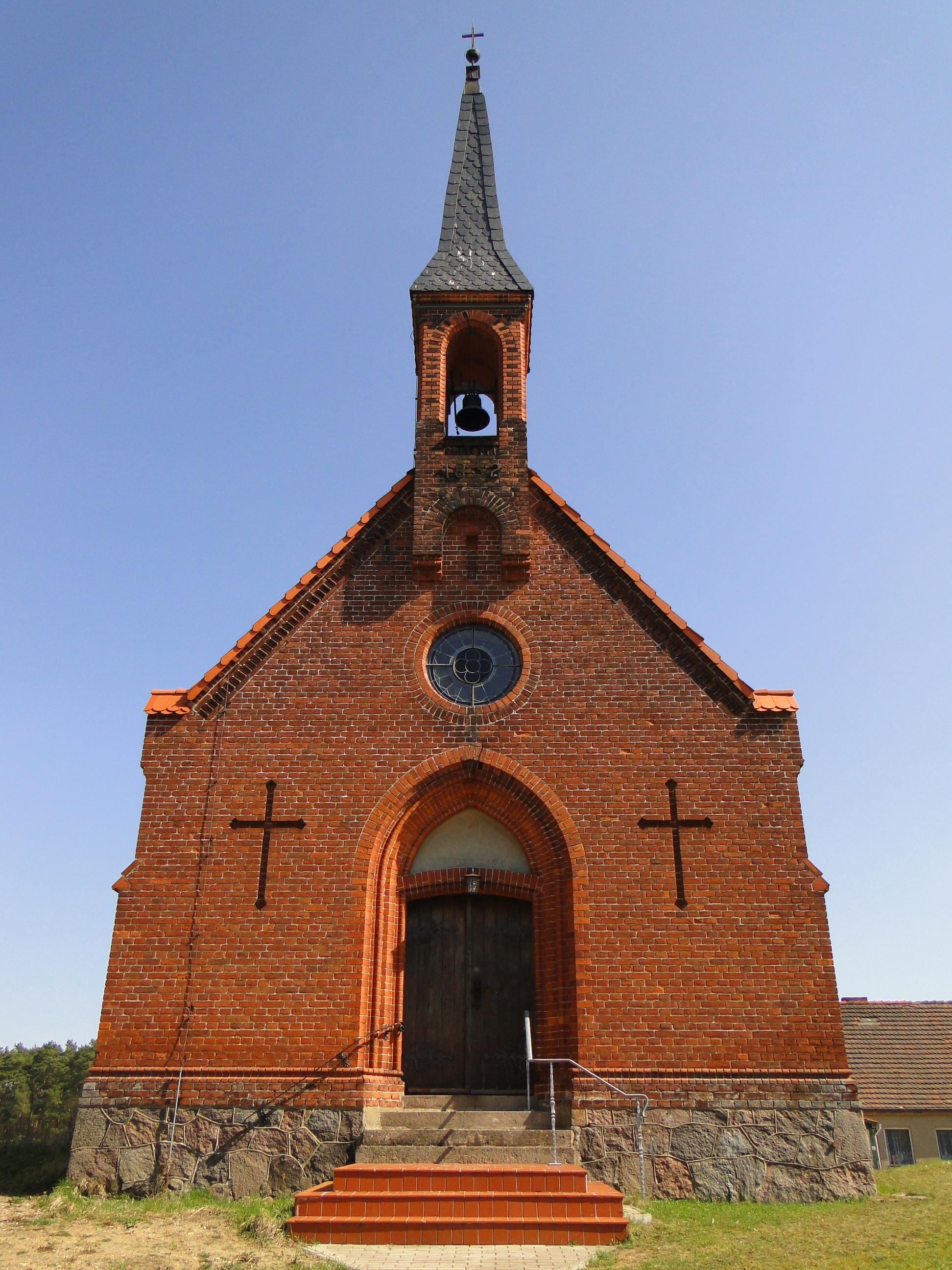
Dorfkirche Drosedow

- Dorfkirche Drosedow mit Mausoleum derer von Mitzlaff
- Herrenhaus Schloss Drosedow
- Gutsverwalterhaus